# الرضائي
الرضائي هي مدينة يمنية في محافظة إب، وهي مركز مديرية الشعر، بلغ تعداد سكانها 2198 نسمة حسب الإحصاء الذي أجري عام 2004.  يقع فيها مبنى إدارة المديرية و إدارة الأمن لناحية الشعر-محافظة إب.